# Калапуянские языки

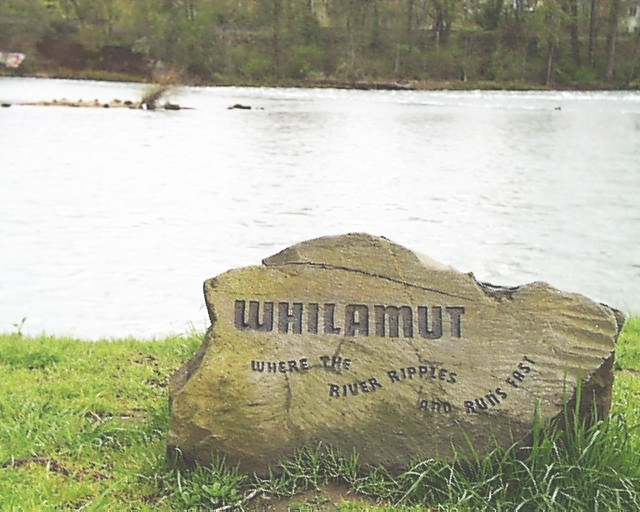
Валун с надписью на одном из калапуянских языков на дороге к востоку от Парка Олтона Бейкера в г Юджин, штат Орегон: «Whilamut», т.е. «где река волнуется и быстро бежит»

Калапуянские — малочисленная семья исчезнувших индейских языков, на которых говорили индейцы группы племён калапуйя, на территории долины Вилламетте на западе штата Орегон, США. Сохранились сведения о трёх языках данной семьи. Иногда в данную семью включают язык такелма (см. ниже).

## Состав семьи
1. Северный калапуянский язык (известен также как туалатинский или ямхиллский)
2. Центральный калапуянский язык (известен также как язык сантиам)
3. Южный калапуянский язык (известен также как язык йонкалла)

## Генетические связи
Согласно различным гипотезам, калапуянские языки обычно объединяют в одну надсемью с пенутийскими языками, и включают в эту семью также языки такелма, саюсло и кусские языки. Из перечисленных языков Моррис Сводеш считал язык такелма особенно близким к калапуянским языкам, в связи с чем в отдельных трудах речь идёт о такелма-калапуянской семье, однако существуют и достаточно серьёзные возражения против такого родства.